# オーラバルカン
オーラバルカンはアニメ「聖戦士ダンバイン」に登場する架空の兵器である。
オーラマシンに装備される連射式の射撃兵器。オーラキャノンなどに比較すると射程、威力共に劣る補助兵装的な火器であるが、比較的小型なので機体容積を圧迫しない箇所（頭部やコンバーター上、フレイボムアームガンの先端等）に設置可能なのがメリットである。それ故に多くのオーラマシンで接近戦用火器として採用されている。
尚、本作品には機銃も存在するがオーラバルカンとの違いは明確にされていない為、一説には実体弾を使う機銃に対してオーラバルカンは、ビルバインのオーラソードライフルと同様な非実体弾（オーラの気弾）を放つ兵器なのではないかと言われる（理由として機銃やオーラショットに見られる空薬莢排出がない、ブブリィやフォウ、そして艦艇類が装備する機銃がオーラバルカンよりも射程が長く、威力も高い大型火器である事が挙げられる）。但し、これは推察の域を出ない。
| スタブアイコン | サブスタブ | この項目は、まだ閲覧者の調べものの参照としては役立たない、アニメに関連した書きかけの項目です。この項目を加筆・訂正などしてくださる協力者を求めています（P:アニメ/PJ:アニメ）。 |